# Єськов Кирило Юрійович
Кири́ло Ю́рійович Єсько́в (рос. Еськов Кирилл Юрьевич; *16 вересня 1956, Москва) — російський вчений-палеонтолог, публіцист і письменник.

## Біографія
Закінчив Московську школу № 710. Після школи навчався на біологічному факультеті Московського університету, який закінчив 1979 року. Після закінчення університету працював в НДІ охорони природи та заповідної справи. Від 1988 року — співробітник Палеонтологічного інституту Російської академії наук (ПІ РАН). Проживає в Москві.

## Наукова діяльність
1986 року захистив дисертацію кандидата біологічних наук «Павуки північного Сибіру: хорологічний аналіз».
Станом 2007 рік обіймає посаду старшого наукового співробітника лабораторії артопод ПІ РАН. Автор більш ніж вісімдесяти наукових публікацій, в тому числі однієї монографії, з питань систематики павуків та історичної біогеографії. Віце-президент Євразійського Арахнологічного Співтовариства.

## Педагогічна діяльність
Викладач Московського університету та московських шкіл. Автор двох шкільних підручників: «Історія Землі та життя на ній» (для старших класів), «Земля та люди» (5-й клас).

## Художня література та публіцистика
Автор романів «Євангеліє від Афранія», «Останній персненосець», «Балади про Борю-Робінгуда». Окрім того, автор науково-публіцистичного есе «Наша відповідь Фукуямі» та численних статей суспільно-політичного та літературно-критичного спрямування.

### Нагороди
Лауреат жанрової премії «Меч у камені» за роман «Останній персненосець».
Лауреат премії «Бронзовий равлик» за есе «Наша відповідь Фукуямі»